# Марголис, Екатерина Леонидовна
Екатери́на Леони́довна Марго́лис (род. 1973, Москва), более известная как Катя Марголис, — художница, писатель, публицист, переводчица. Участница многочисленных персональных и коллективных выставок. Также многократно выступала куратором художественных выставок. Сама иллюстрировала и оформляла книги — в первую очередь, поэтические сборники и произведения для детей. Последние годы проживает в Италии, в Венеции.

## Биография

### Детство и юность
Родилась 7 августа 1973 года в Москве в интеллигентной семье. Старшая из четырёх детей. Отец, Леонид Марголис — известный биолог. Мать, Наталья (в девичестве — Рудановская), — геолог.
Позднее Екатерина вспоминала, что в раннем детстве родители предупреждали: «Все разговоры дома — это не для школы». Дети знали, где родители прячут «самиздат» и ещё в юности начали читать «антисоветскую» литературу. В начале перестройки отца Кати пригласили на работу в Калифорнийский университет. Таким образом, вся семья впервые оказалась в США. В 1988 году Леонид Марголис начал преподавать в Лондоне. Следовательно, члены семьи смогли побывать в Великобритании.

### Образование
Училась в Москве. Сначала в школе № 75 с углублённым изучением французского языка. Затем продолжила обучение в математической школе № 57. Позднее перевелась в школу № 60 с углублённым изучением английского. Параллельно училась в художественной школе № 1.
В 1990 году поступила в Московский историко-архивный институт. После распада СССР вуз был преобразован в Российский государственный гуманитарный университет. Окончила в 1995 году с отличием факультет теоретической и прикладной лингвистики. Стажировалась в Болонском (1993) и Падуанском (1996) университетах. Стипендиат программы министерства просвещения Италии, а затем австралийской правительственной программы в Мельбурне (1996—1997).
После завершения учёбы взялась за работу над диссертацией. Научная работа велась в Австралии. Тема кандидатской — «Термины и системы родства в языках австралийских аборигенов». Однако до защиты дело не дошло, так как Катя решила сосредоточиться не на науке, а на проектах искусства и культуры.
В конце 1990-х годов вернулась в Россию. В Москве получила ещё одну специальность. Изучала тонкости современного дизайна в мастерской Бориса Трофимова (Институт бизнеса и дизайна). Стала заниматься оформлением книг, проводить выставки.
В начале 2000-х годов переехала в Венецию. Устроилась преподавателем в Scuola Internazionale di Grafica di Venezia. Сотрудничала с университетом Ка-Фоскари и другими институциями в Венеции. При этом до 2022 года продолжала регулярно ездить в Россию.

### Карьера и творчество

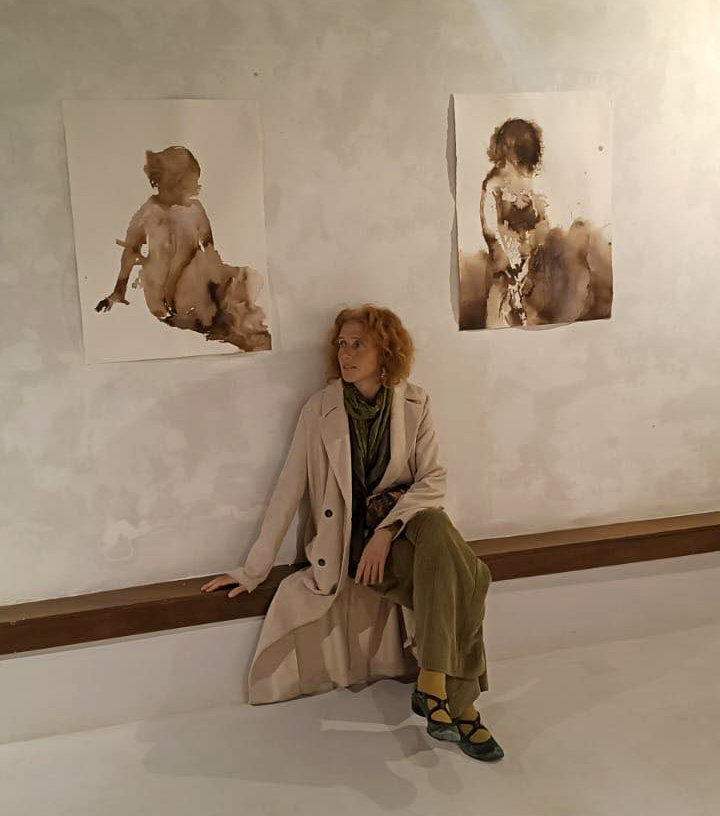
Катя Марголис на одной из выставок своих работ

В 2002 году Катю Марголис пригласили работать главным редактором новой серии детской литературы в издательстве Новое литературное обозрение. Занималась подготовкой концепции и составлением сборников, редактурой, оформлением книг. В частности, иллюстрировала «Я, Хуан де Парехо» (о художнике Веласкесе, издательстве «Розовый жираф») и книгу стихов для детей Саши Чёрного (издательство «Август»). Одновременно в этот период времени много писала о детской литературе. Регулярно публиковалась в ведущих российских изданиях: «Коммерсантъ-деньги», «Русский журнал», «Знамя». Позднее стала вести авторскую колонку на Радио «Свобода».
В 2003 году стала составителем, иллюстратором и автором комментариев книги «Венецианские тетради. Иосиф Бродский и другие» (Москва, ОГИ).
С 2004 года многократно выступала куратором различных выставок. В том числе благотворительных. В частности, совместно с фондом «Подари Жизнь» с 2004 по 2012 год проводила выставки творчества тяжелобольных детей. Широкий общественный резонанс вызвали такие мероприятия, как «Добрая дорога» в Государственном музее изобразительных искусств имени А. С. Пушкина (в 2011 году) и «проСВЕТ» в Третьяковской Галерее (в 2012 году).
С 2005 года является членом общества Европейского Совета искусств . Кроме того, член итальянского общества «Мемориал».
Иллюстрировала различные поэтические сборники. В частности: «Из семи книг» Бахыта Кенжеева и «Без тебя» Инны Лиснянской. Также подготовила к публикации роман в стихах «Золотые ворота» известного британско-индийского писателя Викрама Сета.
В 2010 году оформляла и написала послесловие к книге Иосифа Бродского «Баллада о маленьком буксире» (Москва, издательство «Розовый жираф»). Этот проект проводился совместно с онкобольными детьми и при поддержке фондов «Подари жизнь» и «АдВита». Книга стала лауреатом международного конкурса «Искусство книги». Авторы проекта — директор издательства Марина Козлова и художник Катя Марголис — получили премию второй степени.
В 2011 году выступила составителем, иллюстратором и переводчиком двуязычной книги «Венеция обретённый рай: 11 современных русских поэтов о Венеции». В книг оформлена офортами Кати Марголис.
Активно сотрудничала с музеем Анны Ахматовой (Фонтанный дом) в Санкт-Петербурге. Там неоднократно проходили её выставки и авторские проекты. В частности, «Его здесь нет, семь шагов к свету».
В 2015 году в издательстве Ивана Лимбаха вышла книга Кати Марголис «Следы на воде». Это автобиографическое повествование, в котором автор рассказывает не только историю своей жизни, но проводит множество параллелей. Главы посвящены разным событиям в разных странах. Венецинаская лагуна может незаметно превращаться в заснеженное поле. Воздушные шарики в руках детей у базилики Санта-Мария-делла-Салюте — в надутые перчатки-«ёжики» на постели мальчика Лёвы, умирающего от рака в московской больнице.[прояснить] В книге множество авторских иллюстраций: живопись, графика, фотографии, типографические композиции и объектные инсталляции. Сама Катя так говорила о книге: «Это в гораздо большей степени транскрипция — того, чему довелось быть свидетельницей. Следы, которые исчезают на воде и остаются в нас». Книга получила престижную премию «НОС» по итогам читательского голосования.
В 2017 году выступила инициатором авторского образовательного проекта «Sfumato: Акварельная Венеция с Катей Марголис». Параллельно организовала детский образовательный арт-проект БАМБиеннале. Её выставки проходили в различных галереях Италии, среди которых Scriba, Sant’Eufemia, Palazzo Zenobio, Palazzo Contarini-Polignac, Galleria Magazzino, а также в L Gallerie (Париж). В 2024 году основала с партнёрами в Венеции галерею-студию Vert de Venise.
В 2020 году вышла книга Кати Марголис «Венеция. Карантинные хроники». Произведение составлено из впечатлений автора о том, как пандемия COVID-19 отразилась на жизни Италии. Обозреватель «Новой Газеты» Екатерина Писарева в своей авторской колонке назвала «Венецию. Карантинные хроники» главной книгой недели.
В 2023 году Катю пригласили в качестве преподавателя Свободного университета. Она стала вести курсы «Город как текст» и «Описание очевидного». По итогам курсов выпущены два выпуска журнала «Палладиум» (№ 1 и № 5).
13 декабря 2024 года Министерством юстиции России внесена в список физических лиц — «иностранных агентов». Согласно информации, размещённой на сайте Минюста, объявление иноагентом связано с тем, что она принимает участие в создании и распространении материалов иноагентов, а также распространяет «недостоверную информацию» о решениях органов власти и сведений, которые направлены «на формирование негативного образа» Вооруженных сил России.

## Общественная позиция

Катя Марголис в декабре 2024 года в Вене на Форуме Построссии среди других иноагентов

После начала полномасштабного российского вторжения в Украину Катя Марголис выступила с резкой критикой действий Кремля. В многочисленных интервью называла российскую агрессию преступлением против человечества. Уже днём 24 февраля 2022 организовала манифестацию и вышла с протестным плакатом на площадь Сан Марко в Венеции. Призывала к активной поддержке вооружённых сил Украины.
Выступает как критик имперского сознания многих жителей России и людей российских культурных корней и идентичности. Автор нашумевшей статьи о колониализме русской культуры «Если выпало в империи родиться: Иосиф Бродский и колониализм русской культуры» в «Новой газете. Европа».
Говорила о проблемах имперского сознания россиян на Форуме свободной России в Вильнюсе в октябре 2024 года: «То, что история России является историей колонизации, не скрывается даже имперскими историками».
В декабре 2024 года принимала участие в Форуме свободных народов Построссии, проходившем в Австрии, в Вене. Считает, что Россия нуждается в процессах деколонизации. Считает причиной антиукраинских настроений в России фатализм, инфантилизм, эгоцентризм и цинизм, внушенные советской и постсоветской системами. Критикует ряд известных представителей российской оппозиции за имперский менталитет.
На своей странице в социальной сети «Фейсбук» Катя резко критиковала культурную экспансию официозной России в Италии. В частности, ещё в 2014 году выступила против присвоения почётного учёного звания Университетом Ка-Фоскари помощнику Владимира Путина, государственному советнику Владимиру Мединскому. Писала о проблемах, которые несёт имперская культурная экспансия в британских и французских изданиях.
Катя Марголис стала одним из инициаторов создания «Венецианского манифеста». Этот документ подписали многие известные деятели культуры и науки, журналисты и политики, а также обычные люди. Авторы Манифеста желают военного поражения России и обязательного осуждения с помощью международных институтов такого явления, как рашизм.

## Конфликты и публичная критика
Марголис утверждает, что россияне несут коллективную ответственность за войну и должны активно поддерживать Украину, финансировать украинскую армию. Она критикует «хороших русских» за самооправдание и недостаточную рефлексию, считая, что публичного осуждения войны недостаточно. Её стиль характеризуется жёсткой полемикой, сарказмом и персональной критикой, что вызывает как поддержку, так и резкую оппозицию.

### Конфликт с Евгенией Беркович
В 2022 году в посте Евгении Беркович режиссёр, воспитывающая двух приёмных дочерей, заявляла о готовности (если ей предложат) взять под опеку детей, вывезенных с территории Донбасса, чтобы поддержать их и впоследствии вернуть в Украину. Марголис подвергла её жёсткой критике, сочтя это «формальным сочувствием» и призвала к более активной поддержке Украины. После этой критики Беркович удалила свои аккаунты в социальных сетях. Некоторые комментаторы связывали эту полемику с последующим преследованием Беркович, хотя прямых доказательств этой связи нет. В частности, депутат петербургского законодательного собрания Борис Вишневский написал следующее: «Напоминаю, что в последнее время венецианская кликуша в белом пальто и ей подобные усиленно травили Женю Беркович. Они, находящиеся в безопасности, травили человека, живущего и работающего в России. Как же омерзительна эта морализаторствующая плесень»

### Критика проекта «Relocated»
В апреле 2023 года Марголис раскритиковала фотопроект Сергея Пономарёва «Relocated», в котором известные российские эмигранты позировали с личными вещами, вывезенными из России. Она назвала проект «потрясающим в своём пронзительном эгоцентризме» и предложила сопоставить эти фотографии с изображениями украинцев, пострадавших от войны. Также Марголис указала на сходство проекта с украинским фотопроектом «Дом за спиной».

### Полемика с Леонидом Гозманом
Летом 2023 года между Катей Марголис и политиком Леонидом Гозманом разгорелась публичная дискуссия по поводу коллективной ответственности россиян за войну в Украине. Гозман, комментируя высказывания Марголис, охарактеризовал их как «злобную глупость» и сравнил её стиль с риторикой российских пропагандистов. Он также выразил сожаление о том, что вступил в эту полемику, отметив, что это было ошибкой. Детали этой дискуссии были изложены в его колонке на сайте «Эхо».

## Семья
- Мать — Наталья Вадимовна Рудановская (родилась в 1947 году), по профессии — геолог.
- Отец — Леонид Борисович Марголис (родился в 1948 году в Москве), российский и американский биолог, специалист по межклеточным взаимодействиям, доктор биологических наук, профессор[50].

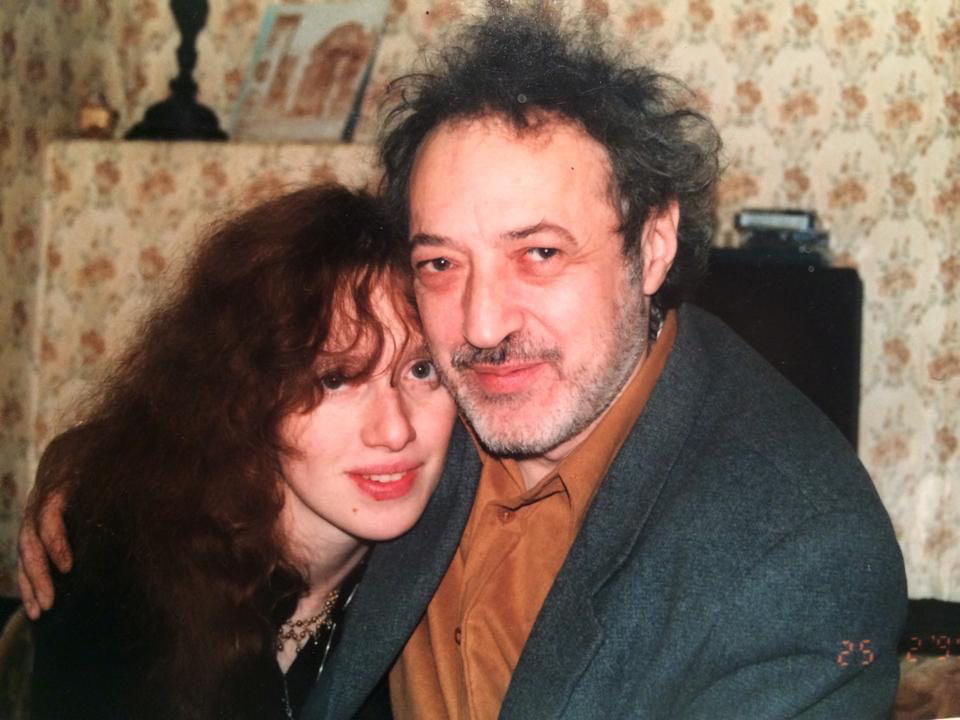
Катя с Бахытом Кенжеевым на фотографии 2000 года

- С середины 1990-х годов состояла в отношениях с поэтом Бахытом Кенжеевым (1950—2024)[51][52][53].
- Дети — у Кати три дочери: Роксана (1995), Александра (1999), Ариадна (2010).
- Братья и сёстры — Михаил (1975), Анна (1981), Пётр (1984).
- Прадед (по линии матери) — Густав Густавович Шпет (1879—1937), философ, психолог, педагог. Репрессирован и расстрелян по сфабрикованному делу в эпоху Большого террора.
- Тётя (по линии матери) — Екатерина Максимова (1939—2009) — народная артистка СССР[54].